# 568年
| 千纪： | 1千纪 |
| 世纪： | 5世纪 \| 6世纪 \| 7世纪                                                                                          |
| 年代： | 530年代 \| 540年代 \| 550年代 \| 560年代 \| 570年代 \| 580年代 \| 590年代                                        |
| 年份： | 563年 \| 564年 \| 565年 \| 566年 \| 567年 \| 568年 \| 569年 \| 570年 \| 571年 \| 572年 \| 573年                  |
| 纪年： | 戊子年（鼠年）；高昌延昌八年；北齊天统四年；西梁天保七年；南朝陳光大二年；北周天和三年；新罗開國十八年，大昌元年 |

## 大事记
- 倫巴底人阿爾博因率族人和蠻族在義大利半島建立倫巴底王國。
- 北周武帝集百僚及沙門、道士，親講《禮記》，欲以儒術治天下。
- 陳文帝陳蒨的弟弟陳頊竄了姪子陳伯宗的帝位，是為陳宣帝。

## 出生
- 封德彝，唐朝政治人物，盧思道之侄。

## 逝世
- 高湛，北齊皇帝（537年出生，31岁）